# Command & Conquer: Generals
Command & Conquer: Generals — відеогра, стратегія в реальному часі з серії Command & Conquer. Гра використовує рушій SAGE (Strategy Action Game Engine) — розширену версію 3D-рушія Command & Conquer: Renegade. EA не робила ніяких оголошень щодо можливості ліцензування рушія сторонніми розробниками, але він використовувався в інших іграх від EA, наприклад, в The Lord of the Rings: The Battle for Middle-earth.
Generals була випущена на платформі Microsoft Windows в 2002 році та на Mac OS в 2004. Гра стала першою в серії, з часів Command & Conquer, перенесеною на Mac OS. Попри назву, вона не пов'язана з рештою творів серії та не має науково-фантастичних елементів. Generals присвячена вигаданій війни недалекого, на час виходу гри, майбутнього.

## Ігровий процес

База і війська США

### Основи
У Command & Conquer: Generals гравець будує військові бази, де наймає та вдосконалює війська для знищення ворога. На початку він володіє командним центром, будівельником і стартовим запасом кредитів. Будівельник може створювати різні споруди, такі як казарми, танкові заводи, оборонні турелі, створюючи базу. База зазвичай розташована поблизу складу провіанту, звідки до центру підтримки транспортуються вантажі, даючи кре́дити (кошти). Будівництво і найм військ потребують витрат кредитів, а функціонування споруд — енергії, що надходить від електростанцій. Провіант з часом закінчується, проте на місцевості можуть бути додаткові його склади. Команди на будівництво, замовлення військ або вивчення вдосконалень віддаються з панелі команд, де також зібрано інформацію про ресурси, стан виділеного юніта та показано міні-карту.
Кожна фракція в Generals унікальна щодо набору юнітів, споруд, переважних тактик і суперзброї. Суперзброя є вершиною технологічного розвитку, відповідно найбільш руйнівна, проте найдорожча в побудові та утриманні. Знищуючи ворогів, кожен боєць чи техніка підвищується в званні, збільшуючи свою силу. Піхотні війська здатні захопити ворожі будівлі, проте цей процес відбувається набагато повільніше, ніж захоплення інженерами в інших іграх серії.
Упродовж гри гравець накопичує «Очки генералів», що відкривають здатності на підтримку військ і бази, поділені на кілька рівнів. На початку завжди дається 1 очко, даючи змогу обрати одну здатність. Наступні накопичуються залежно від того, наскільки активно точаться бої, але отримати всі здатності неможливо. Високорангові генерали отримують доступ до великої кількості здатностей та підтримки, наприклад, удари артилерії, повітряна підтримка, лагодження техніки. П'ятизіркові генерали мають доступ до найпотужнішої здібності, здатної єдиним застосуванням переломити хід битви.

### Фракції
США — Сполучені штати Америки володіють великими ресурсами, контролюючи світові корпорації, та захищають мир по всій планеті своєю військовою та економічною міццю. Їхні війська сильні та витривалі, але дорогі в наймі. В розпорядженні США перебуває найпотужніша авіація, передові військові технології на кшталт холодного ядерного синтезу та бойових лазерів. У США є реанімобілі, котрі лікують піхоту, а також усувають радіаційне та бактеріологічне зараження. Їхня найсильніша здатність генерала — термобарична бомба — розпилює і підриває хмару палива, руйнуючи будівлі в зоні ураження. Суперзброя — випромінювач часток — створює порівняно тонкий руйнівний промінь, який відбивається від супутника та може пересуватися по місцевості.
Китай — володіє потужною економікою і величезним населенням, за рахунок чого має дешеву в наймі піхоту. Ця держава, на відміну від США, використовує стару, але перевірену часом техніку. Китаю також доступні руйнівні технології, розроблені в часи Холодної війни, такі як ядерна артилерія та літаки МіГ. Особливий вид військ, хакери, здатний вимикати ворожі споруди та красти кошти через Інтернет. Їхня найсильніша здатність генерала — електромагнітний імпульс — тимчасово вимикає ворожу техніку і будівлі. Суперзброя — ядерна ракета — знищує будівлі, техніку та піхоту, при цьому заражаючи місцевість радіацією.
ГВА (Глобальна Визвольна Армія) — терористична організація, що об'єднує економічно й технічно відсталі країни, котрі протистоять США й Китаю. Володіє слабкими, але дешевими військами. До прикладу, багато її техніки зроблено з цивільного транспорту й сільськогосподарських машин. Разом з тим ГВА використовує підземні тунелі для прихованого перекидання військ, смертників, різноманітні отрути й біологічну зброю, що дозволяє вести успішну боротьбу, попри технологічну відсталість. Бази ГВА не потребують енергії, а зруйновані споруди можна відбудувати без затрат коштів. Їхня найсильніша здатність генерала — бомба з сибіркою — створює хмару спор сибірки (антраксу), що швидко вбиває піхоту й екіпажі легкої техніки в зоні ураження. Суперзброя — «Стрімка буря» — запускає ракети, начинені вибухівкою і сибіркою, знищуючи одночасно будівлі, техніку та піхоту. При цьому ракети можна додатково вдосконалювати.

## Сюжет
Сюжет гри бере початок в 2010-х роках. Гравець отримує можливість вибору з трьох фракцій. В Generals Сполучені Штати Америки і Китай — дві наддержави, піддаються атакам з боку ГВА (Глобальної Визвольної Армії, англ. Global Liberation Army), терористичної організації з Близького Сходу з неясним списком керівників. І США і Китай зображені як головні герої в серії, і часто співпрацюють один з одним всюди по сюжетної лінії. Ці три фракції вступають у війну, подібну реальній війні з тероризмом на початку 2000-х. На відміну від Tiberian Sun або Red Alert, в Generals немає головних героїв, окрім ігрових на полі бою (де вони відіграють незначну роль). Гравець виступає генералом відповідної армії.
Кожна кампанія включає сім місій. Китай відповідає силою на руйнівний ядерний напад ГВА на Пекін і, в кінцевому підсумку, повністю знищує осередок терористів, який керував операціями в Тихоокеанському регіоні. Цю кампанію супроводжують такі інциденти, як руйнування треблі «Три ущелини» і використання китайської ядерної зброї. Тут починається кампанія терористів, які намагаються оговтатися від невдачі в Китаї. Вони накопичують капітал і нацьковують наддержави один на одного, захоплюють космодром Байконур для запуску радянських ракет з біологічною зброєю. Після цього починається кампанія США, які переслідують ГВА до їхнього головного штабу, а також протистоять китайському генералу, який симпатизував терористам.

## Саундтрек
Музику до C & C Generals писали Білл Браун і Мікаель Сандгрен.
50 треків було написано для Generals в трьох різних стилях. Для США музика звучить у патріотично-військовому стилі з елементами важкого металу. Для КНР (Китай) музика написана в східному, імперському і військовому стилях. Для ГВА вона оформлена в східному арабському дусі. Ще 7 треків було написано для аддону Zero Hour.

## Оцінки й відгуки
Command & Conquer: Generals отримала схвальні відгуки та високі оцінки, набравши на агрегаторі Metacritic 84 бали зі 100.
Видання Gamespot відзначило різні механіки для фракцій, високоякісну графіку, унікальні для кожної з протиборчих сторін музичні теми, проте кампанії називалися короткими і фрагментарними. Система «Очок генералів» порівнювалася з розвитком героїв у Warcraft III.
В IGN високо оцінили графіку, звук, геймплей, особливості фракцій, але зазначалося, що гра досить вимоглива до апаратного забезпечення.
Гру було заборонено в Німеччині за зображення війни, схожої на війну в Іраці, та можливість вбивати цивільних. Невдовзі вийшла виправлена версія, звідки було прибрано всі паралелі з реальними арміями, зображення самогубств (наприклад, терориста ГВА замінено на саморушну бомбу на колесах) і вбивств цивільних. Моделі й піктограми піхоти було перемальовано так, щоб вони виглядали кіборгами чи роботами замість людей. У Китаї Command & Conquer: Generals також заборонили, попри зображення держави з позитивного боку. Підставою цього стала демонстрація руйнування національних символів: греблі «Три ущелини», Гонконгського центру конференцій та виставок і площі Тяньаньмень.